# World Grand Champions Cup masculine 1993
Navigation
1997
La 1re édition de la World Grand Champions Cup de volley-ball masculin s'est déroulée à Tōkyō (Japon) du 23 au 28 novembre 1993.

## Équipes engagées
Champions continentaux :
- Italie
- Cuba
- Brésil
- Corée du Sud.

Wild Card :
- États-Unis.

Nation Organisatrice :
- Japon.

## Classement final
| No | Équipe       | Points | Matches | Matches | Matches | Sets | Sets   | Sets  | Points | Points | Points |
| No | Équipe       | Points | joués   | gagnés  | perdus  | pour | contre | Ratio | pour   | contre | Ratio  |
| -- | ------------ | ------ | ------- | ------- | ------- | ---- | ------ | ----- | ------ | ------ | ------ |
| 1  | Italie       | 10     | 5       | 5       | 0       | 15   | 4      | 3.750 | 265    | 208    | 1.274  |
| 2  | Brésil       | 8      | 5       | 4       | 1       | 14   | 6      | 2.333 | 268    | 226    | 1.186  |
| 3  | Cuba         | 6      | 5       | 3       | 2       | 11   | 8      | 1.375 | 243    | 212    | 1.146  |
| 4  | Japon        | 4      | 5       | 2       | 3       | 9    | 10     | 0.900 | 236    | 241    | 0.979  |
| 5  | États-Unis   | 2      | 5       | 1       | 4       | 5    | 14     | 0.357 | 202    | 255    | 0.792  |
| 6  | Corée du Sud | 0      | 5       | 0       | 5       | 3    | 15     | 0.200 | 184    | 256    | 0.719  |

## Podium final
| Place              | Équipe       |
| ------------------ | ------------ |
| Médaille d'or      | Italie       |
| Médaille d'argent  | Brésil       |
| Médaille de bronze | Cuba         |
| 4                  | Japon        |
| 5                  | États-Unis   |
| 6                  | Corée du Sud |